# Polska Komenda Wojskowa w Krakowie

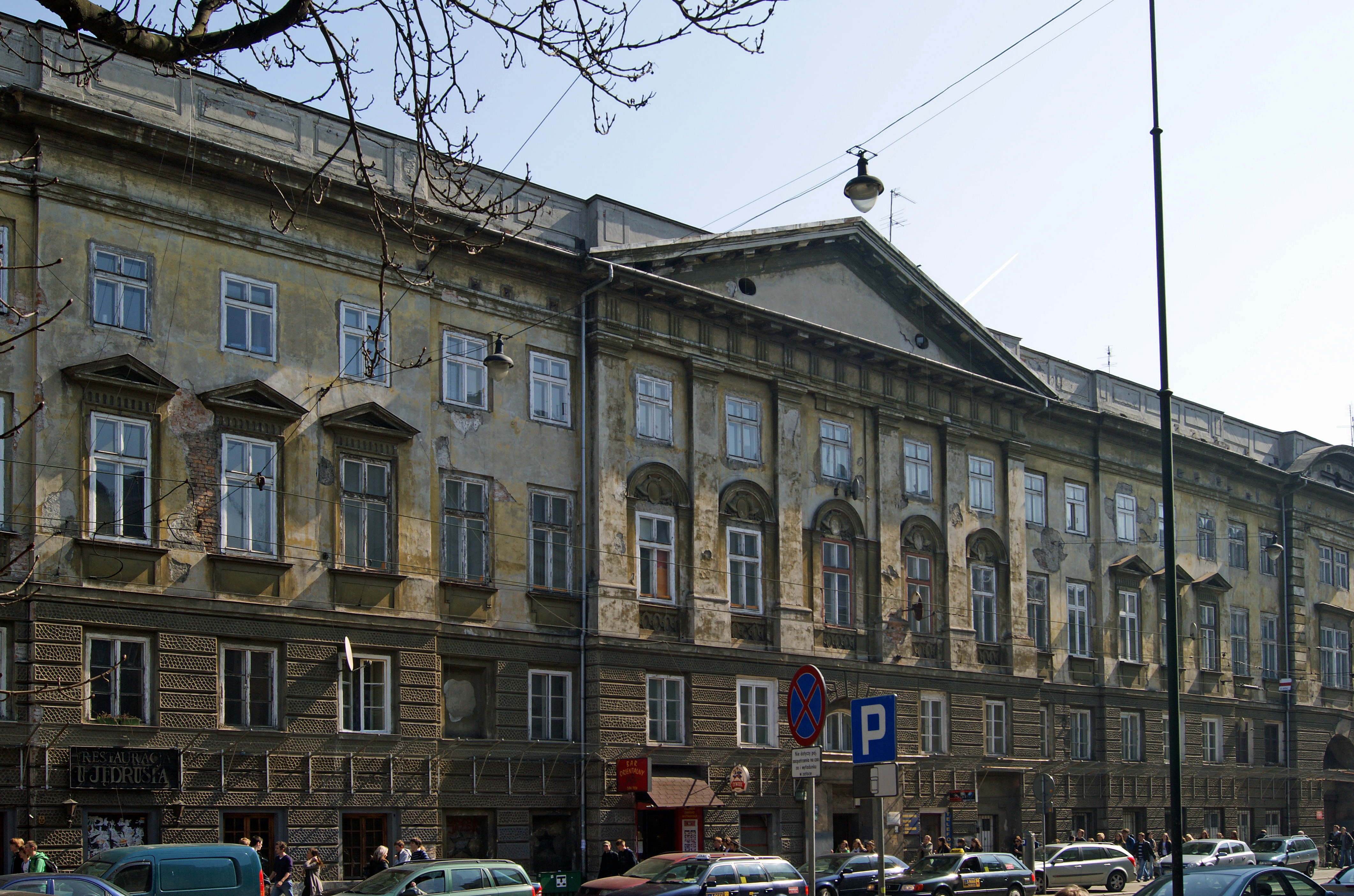
Siedziba PKL – Kościół św. Jadwigi przebudowany na kamienicę

Polska Komenda Wojskowa w Krakowie – dowództwo oddziałów Wojska Polskiego, organizowanych w listopadzie 1918 roku na terenie Galicji i Śląska Cieszyńskiego pod politycznym patronatem Polskiej Komisji Likwidacyjnej. Siedziba komendy mieściła się w Krakowie przy ul. Stradomskiej 10-14, a na jej czele stał pułkownik (brygadier), Bolesław Roja.

## Historia
1 listopada 1918 r. w Krakowie pułkownik Bolesław Roja z rozkazu Polskiej Komisji Likwidacyjnej objął Komendę Wojskową na obszarze Galicji od polnego zbrojmistrza Siegmunda von Benigni in Müldenberg.
2 listopada gen. Roja nakazał zorganizowanie:
- kpt. Edwardowi Szerauc w Koszarach Trębaczy (niem. Trompeter Kaserne) przy ulicy Grodzkiej – 4 Pułku Piechoty,
- kpt. Michałowi Tokarzewski-Karaszewiczowi w Koszarach Franciszka Józefa (niem. Franz Josefkaserne) przy ulicy Rajskiej – 5 Pułku Piechoty,
- rtm. Janowi Dunin-Brzezińskiemu w koszarach kawaleryjskich (niem. Kavalleriekaserne) przy ul. Rakowickiej – 2 Pułku Ułanów[4].

4 listopada gen. Roja wyznaczył gen. Antoniego Madziarę na stanowisko komendanta miasta Krakowa i przydzielił mu do pomocy mjr. SG Juliana Stachiewicza. 
6 listopada gen. bryg. Bolesław Roja, rozkazał „w celu uproszczenia demobilizacji” zespolić istniejące w okręgach uzupełniających komendy uzupełniające c. i k. Armii (niem. Ergänzungsbezirks Kommando), komendy uzupełniające Obrony Krajowej (niem. Landwehr Ergänzungsbezirks Kommando) i komendy obwodowe pospolitego ruszenia (niem. Landstrum Ergänzungsbezirks Kommando) w jedną komendę uzupełniającą. Najstarszy rangę oficer miał objąć dowództwo nad komendami uzupełniającymi w Krakowie, Tarnowie, Rzeszowie, Sanoku, Jarosławiu, Wadowicach, Nowym Sączu i Cieszynie.
PKW w Krakowie obejmowała swoją właściwością tylko te powiaty Galicji Zachodniej i Śląska, które dotychczas podlegały c. i k. Komendzie Wojskowej w Krakowie. Powiaty położone na wschodzie podlegały Komendzie Wojskowej w Przemyślu. 6 listopada 1918 roku gen. Roja nakazał utworzenie komend powiatowych podległych PKW w Krakowie i zatwierdził oficerów na stanowiskach komendantów powiatowych:
- Komenda Powiatowa w Białej,
- Komenda Powiatowa w Bochni – kpt. 20 pp Jerzy Dobrodzicki,
- Komenda Powiatowa w Oświęciumiu – kpt. Cezary Wojciech Haller,
- Komenda Powiatowa w Chrzanowie – kpt. Witold Kaden,
- Komenda Powiatowa w Żywcu – kpt. dr August Kwieciński,
- Komenda Powiatowa w Myślenicach,
- Komenda Powiatowa w Wadowicach – płk Józef Lederer (od 12 XI 1918 – mjr Adam Śmiałowski[7]),
- Komenda Powiatowa w Wieliczce – kpt. dr Szczepański (od 12 XI 1918 – por. Mieczysław Obertyński[7]),
- Komenda Powiatowa w Brzesku,
- Komenda Powiatowa w Tarnowie,
- Komenda Powiatowa w Dąbrowie – ppłk 57 pp Henryk Krzcinko,
- Komenda Powiatowa w Limanowej – kpt. Tadeusz Jakubowski[8],
- Komenda Powiatowa w Nowym Targu – mjr Ottokar Brzoza-Brzezina,
- Komenda Powiatowa w Nowym Sączu – mjr Trzciński,
- Komenda Powiatowa w Grybowie – kpt. 45 pp Eugeniusz Miernik,
- Komenda Powiatowa w Gorlicach – kpt. dr Władysław Muerk,
- Komenda Powiatowa w Pilźnie – kpt. Witold Lewicki,
- Komenda Powiatowa na Śląsk Cieszyński – gen. Franciszek Aleksandrowicz (od 13 XI 1918 – płk Franciszek Latinik)[6].

Powiaty administracyjne krakowski i podgórski tworzyły jeden wspólny powiat wojskowy, podporządkowany bezpośrednio PKW w Krakowie, natomiast polska część Śląska również tworzyła jeden wspólny powiat wojskowy. Komendanci powiatowi zostali zobowiązani do natychmiastowego organizowania stałych oddziałów wojskowych oraz wiejskich i miejskich straży bezpieczeństwa (milicji).
Później została powołana Komenda Powiatowa w Tarnobrzegu na czele z por. Tomaszem Dąbalem.
8 listopada mjr. Karolowi Hallerowi zostało powierzone zadanie organizacji i jednocześnie sprawowanie dowództwa nad Legią Oficerską, natomiast kpt. Antoniemu Stawarzowi „w uznaniu zasług organizacyjnych” powierzona komenda nad 8 Pułkiem Piechoty. Tego samego dnia została zatwierdzona Polska Komenda Placu w Witkowicach, której podlegali wszyscy żołnierze i robotnicy zatrudnieni w fabrykach witkowickich. Na stanowisko komendanta placu został wyznaczony kpt. dr Antoni Haiman. W Krakowie, w koszarach trębaczy (niem. Trompeterkaserne) przy ul. Grodzkiej 65 została zorganizowana Kadra telegraficzna, spełniająca rolę stacji zbornej dla wszystkich żołnierzy z formacji telegraficznych i telefonicznych. Kapitan 4 pp Mieczysław Więckowski został przydzielony do Komendy Miasta na stanowisko komendanta straży miejskich i wiejskich w powiatach krakowskim i podgórskim. Do pomocy w organizacji straży zostali mu przydzieleni: chor. Stanisław Krzysik i ppor. Kasper Kowicki. Urząd Poczty Polowej nr 180 (Urząd pocztowy nr 1, oddział dla wojska) przy ul. Potockiego w Krakowie został organem pocztowym Wojska Polskiego. Kapitan intendent Ferdynand Zankl został mianowany komendantem byłych urządzeń etapowych w Krakowie z wyjątkiem magazynu prowiantowego twierdzy i jego filii w Podgórzu-Wiśle i Dąbiu Grzegórzkach.
12 listopada z powiatów wojskowych w Nowym Sączu, Limanowej, Nowym Targu oraz Spiszem i Orawą został utworzony Podhalański Okręg Wojskowy z siedzibą w Nowym Targu. Na stanowisko komendanta okręgu został wyznaczony ppłk Andrzej Galica. Z powiatów wojskowych Rudnik, Łańcut, Przeworsk, Jarosław, Przemyśl, Dobromil i Lisko został utworzony Przemyski Okręg Wojskowy z siedzibą w Przemyślu. Komendantem okręgu został mianowany ppłk Michał Tokarzewski-Karaszewicz. Przy PKW w Krakowie zostało otwarte Wojskowe Biuro Pośrednictwa Pracy, ul. Stradomska nr 17. 
Tego samego dnia:
- komendę nad 8 Pułkiem Piechoty objął ppłk Bolesław Kraupa, a kpt. Antoni Stawarz dowództwo batalionu w tymże pułku,
- mjr Julian Sas-Kulczycki objął Komendę Główną Straży Bezpieczeństwa dla Galicji i Śląska z siedzibą przy ul. Stradomskiej 15,
- kpt. Władysław Nawrocki został mianowany komendantem Flotylli Wiślanej w Krakowie,
- kpt. Antoni Lisowski, komendantem oddziału karabinów maszynowych,
- por. Kazimierz Gaberle, komendantem „stacji telegrafu bez drutu” w Dębnikach[7].

13 listopada generał Roja podjął kolejne decyzje personalne:
- zwolnił płk. Bruecknera ze stanowiska komendanta powiatowego w Rzeszowie i przeniósł w stan spoczynku,
- wyznaczył kpt. Mieczysława Medweckiego na stanowisko komendanta wojskowego powiatu w Rzeszowie,
- ppłk Roman Żaba został zatwierdzony na stanowisku komendanta 2 Pułku Ułanów,
- kpt. Antoni Kurka został zatwierdzony na stanowisku komendanta powiatowego w Sanoku[11].

20 listopada generał Roja przekazał dowodzenie generałowi Emilowi Gołogórskiemu.
27 listopada Polska Komenda Wojskowa w Krakowie została przemianowana na Dowództwo Generalnego Okręgu w Krakowie.

## Obsada personalna PKW

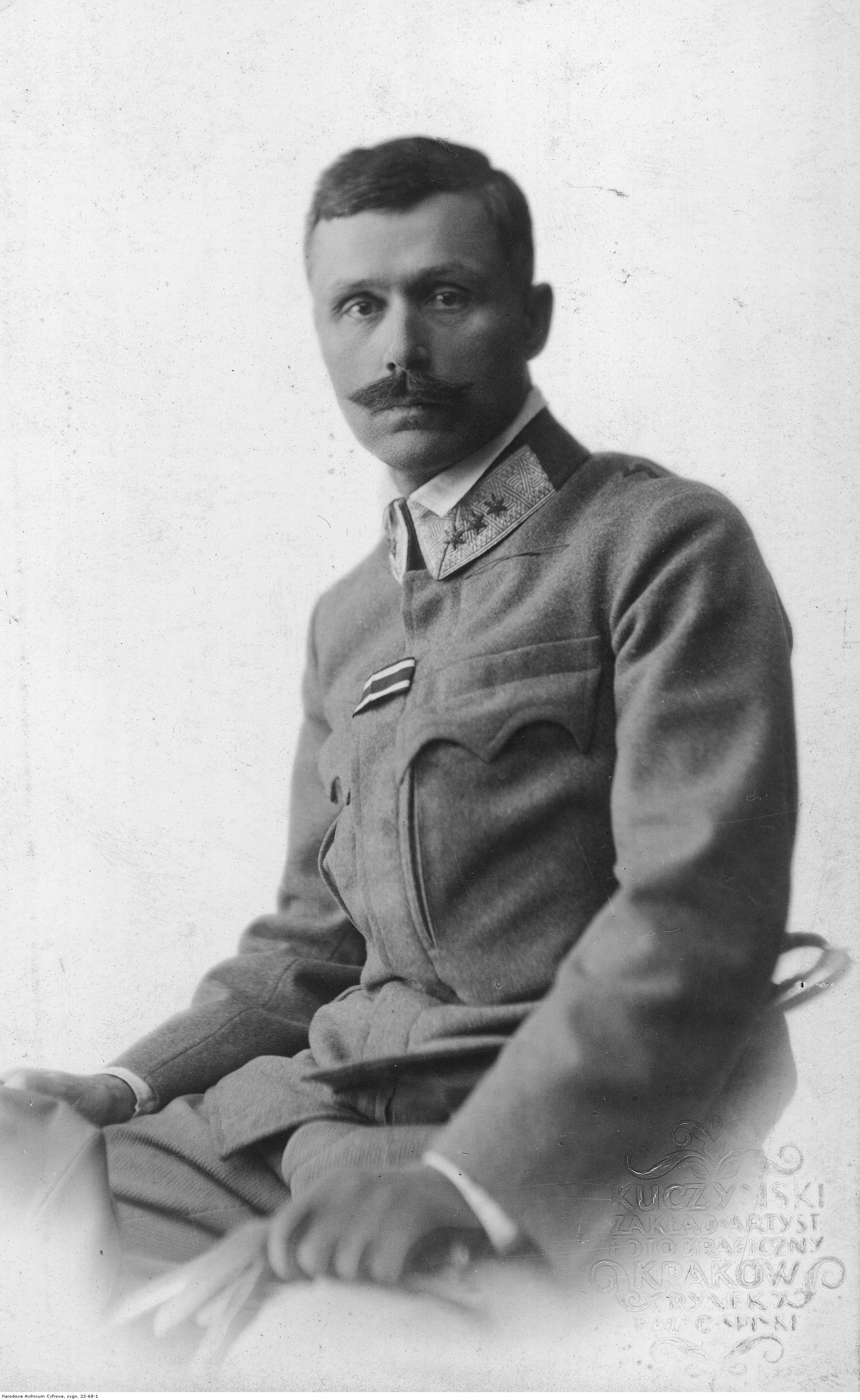
Bolesław Roja

- komendant – brygadier / gen. bryg. Bolesław Roja
- dowódca artylerii – gen. Paweł Cyrus-Sobolewski (od 12 XI 1918[7])
- kierownik Oddziału II Personalnego – płk Ambross (do 12 XI 1918[9][7])
- kierownik Oddziału III – płk Adolf Rudner (od 12 XI 1918 kierował równocześnie Oddziałem II[7])
- szef sanitarny – gen. lek. dr Tadeusz Zapałowicz[4]
- referent telegraficzny – kpt. Tadeusz Jawor (od 8 XI 1918[9])
- referat asystencji – por. ułanów Izydor Modrycki[5]
- referent uzbrojenia
  - referent artyleryjski – kpt. Edmund Knoll-Kownacki[6]
- referent ds. koni i trenów w Oddziale V – rtm. Aleksander Ripper[6]
- kierownik Oddziału Prasowego i Propagandy – por. Adam Dobrodzicki[6]
- Intendentura ul. Gertrudy 12[9]
- kierownik referatu zaopatrzenia wojska w mięso – ppor. Teobald König[10]
- kierownik rzeźni wojskowej – por. lek. wet. Eugeniusz Kluczyński[9][10]
- kierownik referatu węglowego – por. Tadeusz Szantroch[5]
- komendant kolumny samochodowej – por. Piotrowski
- administrator gmachu PKW – ppłk Stanisław Bastgen[7]